# 金常政
金常政（1929年—）是中国百科全书编纂专家，辽宁锦州人。
1949年，金常政离开锦州，先后來到哈尔滨和北京学习俄语，1950年從學校毕业后分配到部隊从事编译和科研工作。之後從部隊轉業前往工厂工作。1978年，受中央编译局副局长姜椿芳邀請参与中国大百科全书出版社的筹建工作，担任编审、副总编。起草了《中国大百科全书》的总体设计文件和体例。1991年获国务院授予的政府特殊津贴。1990年代，金常政主持翻译英国《剑桥百科全书》。2017年，参与编纂《方志百科全书》。

## 著作
- . 太原: 山西人民出版社. 1985. NLC 000376441.
- . 北京: 知識出版社. 1987. ISBN 7501500517.
- . 北京: 奧林匹克出版社. 1991. ISBN 7800671518.
- . 北京: 奧林匹克出版社. 1994. ISBN 780067228X.
- . 北京: 中國大百科全書出版社. 2000. ISBN 7500063903.
- . 北京: 北京图书馆出版社. 2005. ISBN 7501326231.
- 《百科全书编纂学》[2]